# Frank Luther
Pour les articles homonymes, voir Luther.
Frank Luther  est un acteur et chanteur américain.

## Biographie
Il est né à Lakin (Kansas) Kansas en 1899. Ses parents sont William Crow et Gertrude Phillips Crow. Il commence à apprendre le piano à l'âge de six ans et apprend à chanter à l'âge de 13 ans.
Il étudie à l'Université du Kansas. En 1921, il déménage à Los Angeles et chante dans des chœurs de Quatuor. Il se marie avec la chanteuse Zora Layman. Ils déménagent en 1926 à New York.
En 1927, il rejoint le quartet The Revelers. En 1928 il rencontre Carson Robison et Vernon Dalhart, ils enregistrent ensemble de la musique country chez 'hillbilly music'.
En 1932 il forme un nouveau trio avec sa femme Zora Layman et Leonard Stokes. Ils enregistrent chez ' Art Satherley' et en 1933 passent à la radio NBC.
Il possède son étoile à hollywood sur la Hollywood Walk of Fame.
En 1946, il travaille pour les Studios Disney et enregistre des chansons pour enfants chez Decca Records.

## Discographie
- Funny Animal Songs - Vocalion
- Winnie The Pooh And Christopher Robin - Vocalion
- Mother Goose Songs - Vocalion
- Babar Songs And Stories - Vocalion
- A Child's First Record - Vocalion
- Raggedy Ann's Sunny And Joyful Songs - Decca
- Songs Of Safety - Manners Can Be Fun, Health Can Be Fun - Decca

## Filmographie
- 1937 : High Hat